# Pâncota
Pâncota (em húngaro: Pankota) é uma cidade no distrito de Arad, região de Crișana na Romênia, constituída por Pâncota e pelo vilarejo de Măderat. Está localizado a 37 km de Arad, na área central do distrito, na planície de Arad, próximo às montanhas de Zarand. O assentamento possui uma área administrativa de 66,96 km².

## Geografia
A cidade de Pâncota está localizada na parte sudoeste da depressão de Zărandul, na extremidade norte dos vinhedos de Arad. Pela cidade passa o Ribeiro Sodom, que nasce nas montanhas Highis, a 25 km de distância. A planície de Tisza, parte da planície de Arad, foi separada por erupções vulcânicas da parte noroeste da cidade.
Pâncota fica ao ao norte das cidades de Zărand e Seleus, a leste de Târnova, ao sul de Siria e a oeste de Sântana.
De acordo com a tradição local, a antiga localização central da cidadade ficava no sopé da colina Peeleg, em "Ogrăzile Vechi".  O padre católico Șerban din Ineu indicou, em uma de suas notas , que o nome Pâncota ser derivado das palavras latinas pan cubitum que podem indicar "canto da colina" ou "fim da colina".

## Histórico
O primeiro atestado documental da localidade data de 1202-1203 quando o assentamento ficou conhecido como Villa Pankota.
O território atual de Pâncota iniciou com um convento no ano de 1216. A informação é da obra do historiador Sándor Marki, segundo a qual a população da localidade está sob a jurisdição de mosteiros liderados por Andreas.
Várias vezes a cidade foi destruída por invasores. Os turcos conquistaram a cidade em diversas ocasiões, a partir de 1687 entraram na administração do Império Habsburgo e, a partir de 1867, entraram na administração austro-húngara até o final da Primeira Guerra Mundial.
Pâncota é famosa por suas feiras desde o século XVIII. Centro de artesanato reconhecido, a associação apareceu como um sistema organizacional no início do século XIX.

## Demografia
De acordo com o censo realizado em 2011, a população da cidade Pâncota é de 6.946 pessoas, menor que o censo anterior de 2002, quando havia sido registrado 7.186 habitantes. A maioria dos habitantes são romenos (74,2%). As principais minorias são os ciganos (10,5%), os húngaros (6,54%) e os alemães (2,07) %. 5,57% da população desconhece-se a etnia
Em termos de religião, a maioria das pessoas são ortodoxos (59%), mas há minorias de pentecostais (19,29%), catolicismo romano (7,85%), batistas (3,01%), adventistas (1,93%) e  da Igreja Reformada (1,55%). 5,86% da população desconhece-se a religião

## Política e administração
A cidade de Pâncota é administrada por um prefeito e um conselho local composto por 15 conselheiros. O prefeito, Dan-Ștefan Pocrișer, do Partido Social-Democrata, foi eleito em 2016.

## Economia

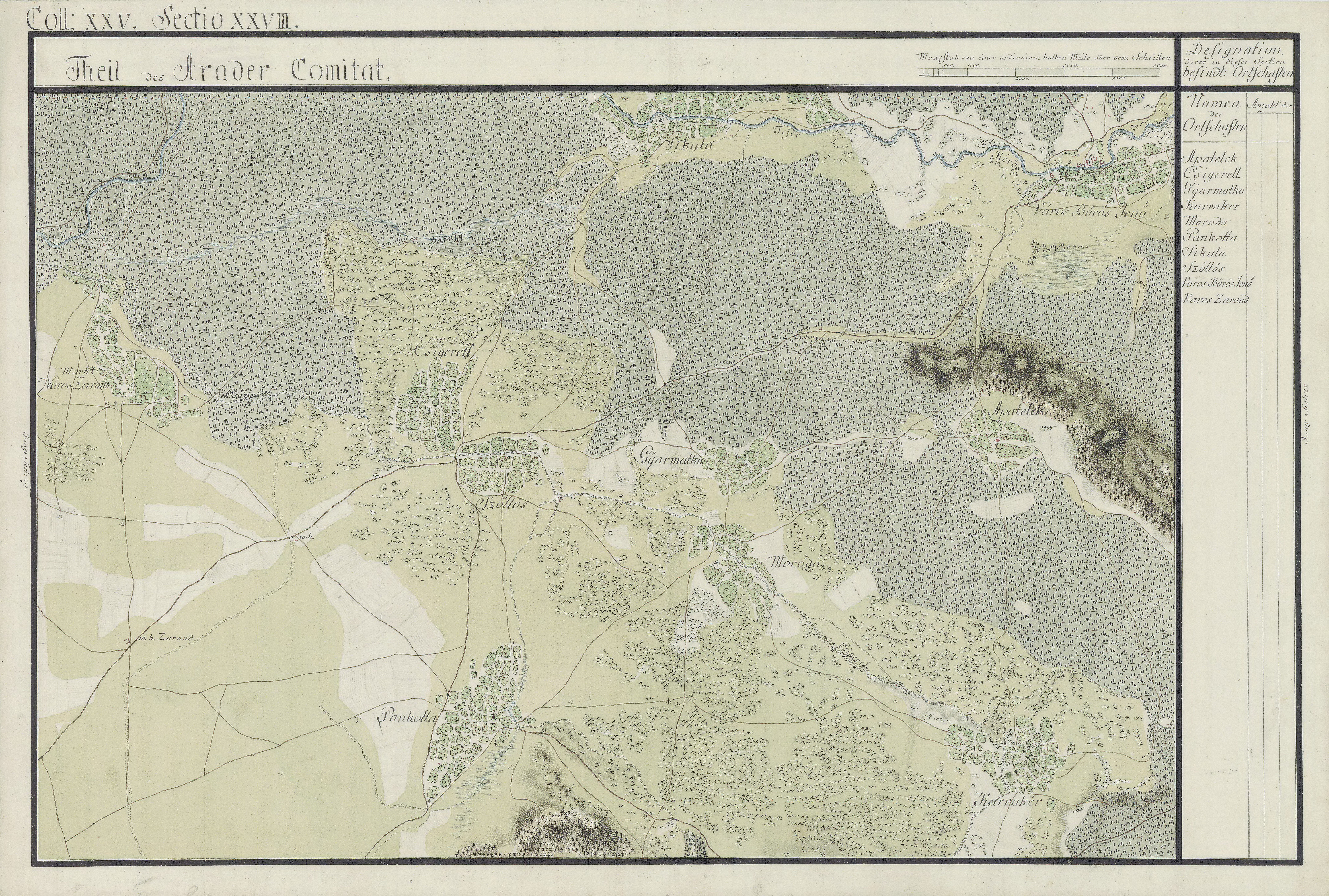
Pâncota em Mapa de Iozefini, 1782-1785

A economia da cidade está passando por uma forte dinâmica com aumentos significativos em todos os setores de atividade. materiais de construção, mobiliário, pequenas indústrias, indústria de alimentos, serviços e turismo. Pâncota é também um importante centro de vinhedos, conhecido tanto no país como no exterior. 

## Turismo
Uma das atrações turísticas mais importantes da cidade é a caminhada ao longo da rua Tudor.
Há também o antigo escritório postal de Vladimirescu, o palácio "Sukowsky" e o não menos importante Canal Matca - uma obra relevante para a engenharia hidráulica.

### Pontos turísticos
- Fortaleza Turca de Pankota
- Castelo Dietrich-Sukowsky

## Pessoas importantes
- Gergely Csiky (1842-1891), dramaturgo húngaro;
- Oszkár Asboth (31 de março 1891-27 fevereiro 1960), o inventor do helicóptero;
- John Boulder (n. 1962) professor e reitor da UBB em Cluj-Napoca.